# Гинчек, Даниэль
Даниэль Гинчек (нем. Daniel Ginczek; 13 апреля 1991, Арнсберг, Германия) — немецкий футболист, нападающий клуба «Дуйсбург».

## Биография

### Клубная карьера
Воспитанник клуба «Нехайм». В 2007 году перешёл в молодёжную команду «Боруссии Дортмунд». В 2007/08 стал лучшим бомбардиром Юношеской Бундеслиги (до 17 лет), забив 26 голов в 25 матчах. На профессиональном уровне дебютировал 7 ноября 2008 года в составе фарм-клуба «Боруссии» в матче Регионаллиги против «Кёльн II». По итогам сезона 2008/09 «Боруссия II», стала победителем зоны «West» и поднялась в Третью Бундеслигу. Сезоны 2011/12 и 2012/13 провёл в аренде в клубах Второй Бундеслиги «Бохум» и «Санкт-Паули». Летом 2013 года подписал контракт с клубом Бундеслиги «Нюрнберг». Дебютировал в высшей лиге Германии 10 августа 2013 года в матче с «Хоффенхаймом» (2:2), в котором отметился забитым голом. Летом 2014 года перешёл в «Штутгарт». В феврале 2016 года получил тяжёлую травму крестообразной связки левого колена.
29 января 2022 года Даниэль Гинчек перешёл из «Вольфсбурга» в «Фортуну» (Дюссельдорф). По итогам сезона Гинчек помог «Фортуне» избежать вылета из Второй Бундеслиги. В сезоне 2022/23 «Фортуна» заметно улучшила результат, закончив на 4-м месте в чемпионате. Гинчек отметился 4 голами в 23 матчах. 8 января 2024 года контракт с клубом был расторгнут по взаимному согласию в связи с отсутствием регулярной игровой практики.
8 января 2024 года подписал краткосрочный контракт с «Дуйсбургом» до конца сезона 2023/24.

### Карьера в сборной
Предки Даниэля родом из польской Силезии, однако сам он не говорит по-польски и не имеет польского паспорта. Выступал за юношеские и молодёжную сборные Германии.

## Достижения
«Боруссия Дортмунд II»
- Победитель Регионаллиги (зона «West»): 2008/09

«Штутгарт»
- Победитель Второй Бундеслиги: 2016/17